# Pseudobolivarita negevensis
Pseudobolivarita negevensis là một loài bọ cánh cứng trong họ Cerambycidae.